# Ariete
C1 Ariete este tancul principal de luptă al Armatei Italiene, dezvoltat de către un consorțiu format din companiile Iveco-Fiat și Oto Melara. Șasiul și motorul au fost fabricate de către Iveco, iar turela și sistemul de conducere a focului au fost dezvoltate de către Oto Melara. Tancul beneficiază de tehnologii optice și de conducere a focului de ultimă oră, fiind capabil să acționeze pe orice vreme și să tragă din mers. Primele vehicule au fost livrate în anul 1995, producția fiind încheiată în anul 2002.

## Dezvoltare
Armata Italiană a decis în anul 1982 să înlocuiască parcul de tancuri germane Leopard 1 și americane M60 din dotare cu un nou tanc, fabricat integral în Italia. În 1984, armata și industria locală au convenit asupra specificațiilor tehnice, faza de proiectare fiind demarată. În același an, Oto Melara și IVECO au format un consorțiu, cu sediul la Roma, pentru a dezvolta noul tanc italian. Primul prototip a fost construit în 1986, iar până în 1988 au fost realizate și testate opt prototipuri. Producția a fost realizată între anii 1995 și 2002, fiind construite 200 de exemplare.

## Descriere

### Armament
Tancul este înarmat cu un tun de calibrul 120 mm cu țeavă lisă fabricat de către Oto Melara. Țeava tunului este autofretată și oțelită pentru a mări perioada de exploatare. Tunul are manșon termic și ejector de gaze. Muniția utilizată este la standarde NATO și pot fi folosite toate tipurile de lovituri existente, inclusiv proiectile cumulative sau perforant subcalibru, stabilizate cu aripioare, cu manșon detașabil. Armamentul secundar constă într-o mitralieră coaxială de calibrul 7.62 mm și o mitralieră antiaeriană de calibrul 7.62 mm manevrată de către comandant.

### Blindaj și sisteme de protecție
Blindajul tancului C1 Ariete este din oțel. În partea frontală a carcasei blindate și în partea frontală și laterală a turelei a fost folosit un blindaj compozit pentru a mări protecția tancului în zona arcului frontal. Șenilele sunt protejate de scuturi laterale de protecție. Tancul dispune de un sistem de protecție NBC, de avertizare la iluminarea cu laser și de grenade fumigene.

### Sistemul de conducere a focului
Sistemul de conducere a focului montat pe tancul Ariete este fabricat de către firma Galileo Avionica și este denumit TURMS. Acesta include o lunetă panoramică de observare pe timp de zi și noapte pentru comandant, tun stabilizat în două planuri, senzori meteorologici, cameră termică, telemetru laser și calculator balistic digital.

### Mobilitate
C1 Ariete dispune de un motor de 25.8 litri Fiat-Iveco, turbodiesel, cu 12 cilindri, capabil să genereze 1250 cai putere la 2300 de rotații pe minut. Cuplul maxim este de 4.615 Nm la 1600 rotații pe minut. Transmisia este de fabricație germană, ZF LSG3000, fiind automată cu patru viteze înainte și două în marșarier. Viteza maximă pe șosea este de 65 kilometri pe oră.

## Utilizatori

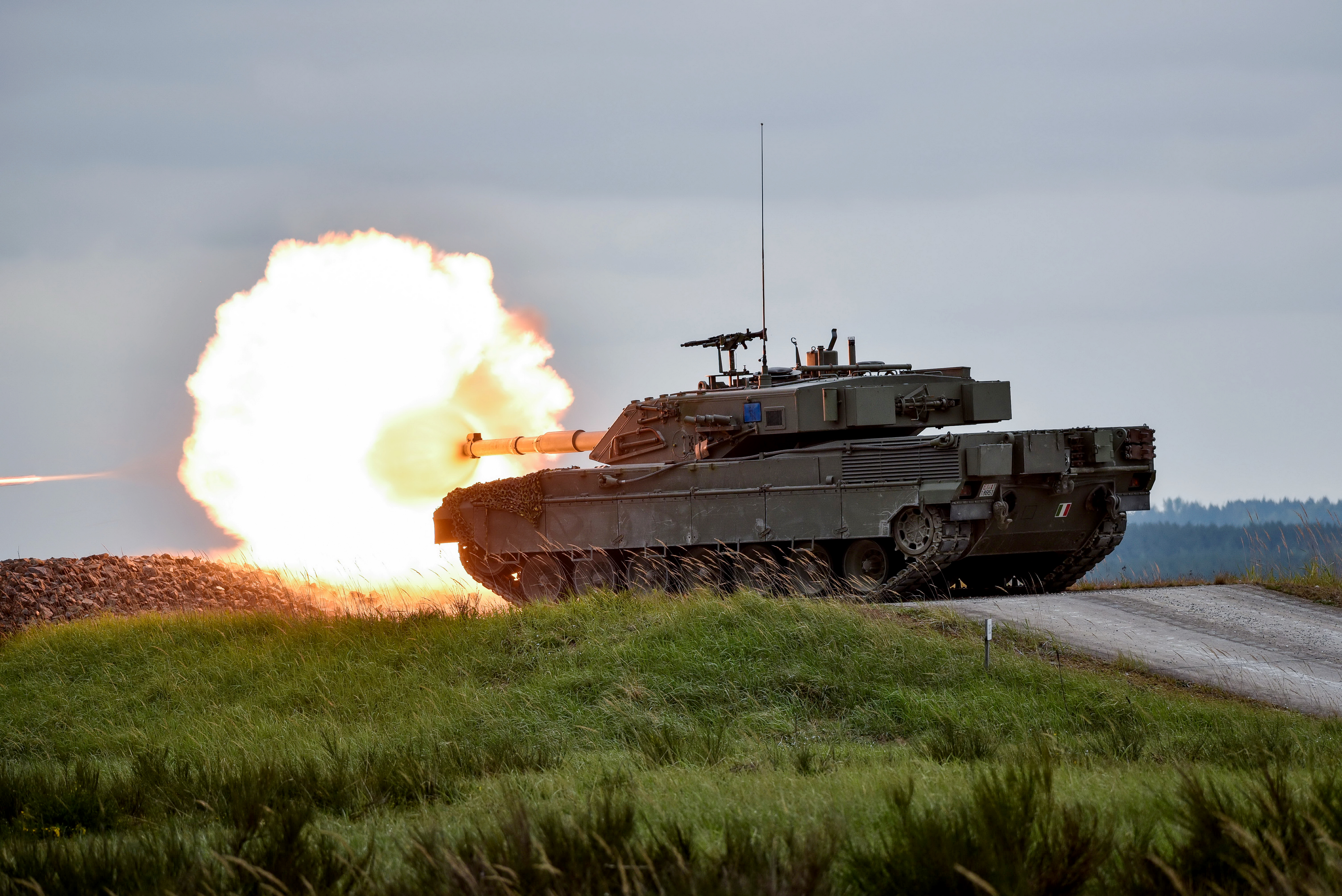
C1 Ariete

- Italia - Forțele Terestre Italiene au 200 de tancuri Ariete.[3]